# 托爾內山
85°41′S 158°40′W / 85.683°S 158.667°W
托爾內山是南極洲的山峰，屬於毛德王后山脈的一部分，海拔高度1,465米，該山峰在1929年12月由美國探險隊發現，該山峰由南極條約體系管理。